# Andy’s Frozen Custard 300
Die Andy’s Frozen Custard 300 ist ein Autorennen der NASCAR Xfinity Series, welches jährlich auf dem Texas Motor Speedway in Fort Worth, Texas stattfindet. Es wurde erstmals im Jahre 2005 ausgetragen. Bislang konnten nur Kevin Harvick und Kyle Busch dieses Rennen gewinnen.
Bis zum Jahre 2005 wurde jährlich nur ein Busch-Series-Rennen, das O’Reilly 300, in Texas ausgetragen. Das zweite Rennwochenende der NASCAR Nationwide Series in Texas entstand durch den Ferko-Prozess.

## Bisherige Sieger
- 2011: Trevor Bayne
- 2010: Carl Edwards
- 2009: Kyle Busch
- 2008: Kyle Busch
- 2007: Kevin Harvick
- 2006: Kevin Harvick
- 2005: Kevin Harvick